# Walter Riedel
Walter Riedel (Königs Wusterhausen, 5 de diciembre de 1902-Berlín, 15 de mayo de 1968) fue un ingeniero alemán que participó con Max Valier a finales de los años 1920 en los primeros desarrollos de motores cohete en su país. Dirigió la oficina de estudios del Centro de Investigación del Ejército de Tierra Alemán en Peenemünde. Bajo la dirección de Wernher von Braun participó en el desarrollo del misil balístico V2.

## Biografía
Su padre era un ingeniero especialista en locomotoras. De 1921 a 1928, Riedel ocupó una plaza de técnico en dos sociedades de construcción, antes de ser contratado por la sociedad Heylandt donde participó en la realización de un pequeño motor-cohete de 20 kg de empuje bajo la dirección de Max Valier, uno de los pioneros de la astronáutica. Después de la muerte accidental de Valier, prosiguió su carrera en Heylandt.
En 1934 el Centro de Investigación de Heylandt fue fusionado por el Ejército de Tierra con el grupo de trabajo de Wernher von Braun, que estaba poniendo a punto los motores de combustible líquido en el centro de Kummersdorf cerca de Berlín, con el objetivo de desarrollar misiles balísticos de largo alcance. Cuando el proyecto se transfirió en 1937 al centro de investigación del Ejército de Tierra Alemán de Peenemünde, Riedel fue nombrado responsable de la oficina de estudios a cargo del desarrollo del cohete A4, futuro misil V2.
Ya en plena Segunda Guerra Mundial, después del raid de la aviación aliada sobre Peenemünde en agosto de 1943, se le encargó preparar las nuevas instalaciones de investigación cerca de Ebensee, al sur del lago de Traunsee y a unos 100 km al este de Salzburgo. Al final de la guerra formó parte de los ingenieros alemanes captados por los británicos para trabajar en el Reino Unido sobre la propulsión de los misiles en el Royal Aircraft Establishment de Farnborough.

## Reconocimientos
- En 1970 el cráter lunar Riedel recibió su nombre, honor compartido con el también pionero de los cohetes alemán del mismo apellido Klaus Riedel (1907-1944).[2]